# Buche (dessinateur)
Pour les articles homonymes, voir Buchschacher et Buche.
Cet article possède un paronyme, voir Bûche.
Buche, de son vrai nom Eric Buchschacher, né le 13 mai 1965 à Genève, est un scénariste et dessinateur de bandes dessinées suisse. Il vit et travaille à Genève.

## Biographie
Eric Buche commence à publier ses premières BD à l’âge de 18 ans dans Virus magazine.
En 1985 paraît son premier album BD, Carapaces aux éditions L'Essai, inspiré de son expérience de service militaire.
Élève de l’École des beaux-arts à Genève de 1984 à 1989 (ESAV, actuelle HEAD), il participe à de nombreux fanzines locaux (Le Rebrousse-poil, Sauve qui Peut, Champagne…), réalise des affiches politiques et culturelles (La Revue genevoise…), dessine ses premiers motifs pour des T-Shirts et publie ses premiers dessins de presse (La Suisse, L’Hebdo…).
À la fin de ses études et après quelques mois d’enseignement du dessin, il se lance en indépendant et collabore aux Humanoïdes Associés où il publie deux aventures d'Helène Cartier, avec le scénariste Christian Perrissin.
En 1997, il réalise dans un registre réaliste avec Georges Pop la série des enquêtes de Vincent Muraz, constituée de trois tomes aux éditions Dargaud.
En 1998, à la demande de Jean Claude Camano et de Zep, il intègre l'équipe fondatrice du magazine Tchô! avec Tébo, Téhem et Olivier Supiot. Au travers de couvertures, de jeux et diverses rubriques toutes dessinées (dont StarNiouzes), il participe quasi sans exception du premier au dernier numéro du magazine. Il crée depuis le numéro zéro le personnage de Franky Snow.
En 2005, le producteur et distributeur de programmes d’animation Thierry Berthier achète via Toon factory les droits d’adaptation télé de Franky Snow aux éditions Glénat et réalise 52 épisodes de 13 minutes de dessins animés. Eric Buche travaille sur de nombreux personnages, décors et séquences des storyboards. Les premières diffusions commencent en août 2007 sur Canal J, puis en septembre de la même année  sur M6, les deux chaines productrices. Smaïn apporte sa voix à Franky Snow.
En 2010, Franky Snow obtient le prix BD des Écoles lors du Festival International de Bande Dessinée d’Angoulême[réf. nécessaire].
En 2013 parait Le Vent des cimes, roman graphique dont Christian Perrissin a écrit le scénario.
En 2016, Eric Buche démarre une nouvelle collaboration avec les éditions Bamboo en publiant 40 Bonnes résolutions. 
Parallèlement à son activité de bande dessinée, il continue à effectuer des travaux d’affiches, de communication et d’animation en indépendant. Il a notamment réalisé l’affiche et la communication de la 39ème Course de l’Escalade (Genève) en 2016 et la décoration intérieure de chambres de l’hôtel Ibis Style de Carouge, en compagnie d’autres auteurs de BD.

## Publications
- Franky Snow
  - Slide à mort - Glénat - 1999
  - Totale éclate - Glénat - 2000
  - Frime Contrôle - Glénat - 2001
  - Snow revolution - Glénat - 2002
  - Une vague de fraicheur - Glénat - 2003
  - Bienvenue a gamelleland - Glénat - 2004
  - Gang de pros - Glénat - 2006
  - Raid d'enfer - Glénat - 2008
  - Surf paradise club - Glénat - 2008
  - Fondu de snow - Glénat - 2009
  - S'envoie en l'air - Glénat - 2011
  - L'effet papillon - Glénat - 2014
  - Digital Détox - Glénat - 2017

- Hélène Cartier
  - A la Poursuite du Prince Charmant - Alpen Publishers - 1992
  - La Rivière du Grand Détour - Alpen Publishers - 1993

- Vincent Muraz
  - le Ventre du Doryphore - Dargaud - 1997
  - le Vol du Pèlerin - Dargaud - 1999
  - la Chevelure de Bérénice - Dargaud - 2002

- One Shot
  - Carapaces - L'Essai - 1985
  - StarNiouzes - Glénat - 2005
  - Boa - BD-Club Genève - 2006
  - Le vent des cimes - Glénat -2013
  - 40 bonnes résolutions - Bamboo - 2016

- Collectifs
  - Palladium, Rock & BD Genève 81 - association Changé - 1981
  - 700ème, Pas de Quoi jubiler -  AtoZ - 1991
  - 20 vraies fausses pochettes de disque -  Paléo -  1995
  - La B.D. du 3ème -  la Loterie romande -  1999
  - Objectif Citoyen -  Glénat -  2003
  - La vie en verre - Univerre -  2004
  - J.-J. Goldman, Chansons pour les yeux - Delcourt - 2004
  - Lucien 25 piges -  Les Humanoïdes Associés - 2004
  - Francis Cabrel, Les beaux dessins -  Delcourt - 2005
  - Pompiers volontaires -  SPV -  2006
  - Tattoo passion -  Tattoo passion - 2007
  - Noah, traits métis - Delcourt - 2007
  - Mes semblables -  ACOR SOS Racisme - 2007
  - Champs libres -  Union Suisse des paysans - 2007
  - Virus -  Groupe Sida Genève - 2007
  - Pas sang toi -  Ma vie ton sang - 2009
  - Physio -  Physioswiss - 2009
  - babel.ch -  forum du bilinguisme - 2010
  - Les Bulles pour l’UNICEF -  éditions des bulles - 2010
  - PréJugés - CICAD - 2011
  - Allô? -  La Main tendue Vaud - 2013
  - Coup de foudre au Locle - Le Locle - 2012
  - La Galerie des illustres - Dupuis - 2013
  - La Galerie des Gaffes - Dupuis - 2017
  - La BD qui fait du bien - Glénat - 2018